# ALESSA
ALESSAまたはDJ アレッサは、大阪府出身の音楽プロデューサー、トラックメイカー、作曲家、編曲家の音楽アーティスト兼DJ。

## 人物
絶対音感を武器に、クラシックとEDMの境界を越えて輝く次世代フィメールDJ／プロデューサー。
3歳からピアノを始め、数々のピアノのコンクールで数多な賞を受賞する。音楽への深い造詣と感性を土台に、世界観のあるサウンドを創り出す。
アーティストとしてEDM（エレクトロニック・ダンス・ミュージック）をベースにしつつも、クラシックやオーケストラの要素を取り入れた独自の世界観が特徴的。
感情の起伏を音で描くような構成が多く、「踊れるのにドラマチック」なスタイルの曲をリリースし続けている。

## 来歴

### 2019年
タイのサムイ島のフルムーンパーティーでデビュー。
その後中国で本格的にDJ活動を開始。わずが3ヶ月で中国国内5000人のDJの中からTOP43にランクイン。

### 2020年
Covid-19の影響で日本に帰国後、日本でDJ活動を始める。

### 2021年
- 東京と大阪でレギュラーを得て、全国各地へ飛び回り一気に名を上げる。
- 日本センチュリー交響楽団と日本初のオーケストラと DJのコラボレーションの公演を行い、 関西テレビや読売新聞の後援を得る[1][2]。
- NTT docomo レッドハリケーンズ大阪のチームDJとなる。

### 2023年
日本最高峰のビューティーページェント、MISS JAPANにて音楽家の第一人者として出場した。
見事Top5入りを果たし、ニュースやメディアで話題に。
MISS OSAKA代表としても大阪を音楽で盛り上げ、社会貢献へと繋げて行くのを目標に活動。

### 2024年
コソボ共和国で開催されたMISS FREEDOMに日本代表で出場。
TV番組ではVOGUE DANCEを披露した。
MISS ASIA、MISS PERSONAITY、スポンサー賞など多数受賞。
また、エジプトで開催された世界5大ビューティーページェントであるMISS ELITEにも日本代表で出場。
さらにエジプトでは世界初となる“古代遺跡でのDJパフォーマンス”を成功させ、音と文化を融合させた歴史的な瞬間を創り出した。
彼女の存在は、音楽だけに留まらず、美と強さ、そしてグローバルなビジョンを体現する新しいシンボルであることを証明した。